# Campo de maniobras

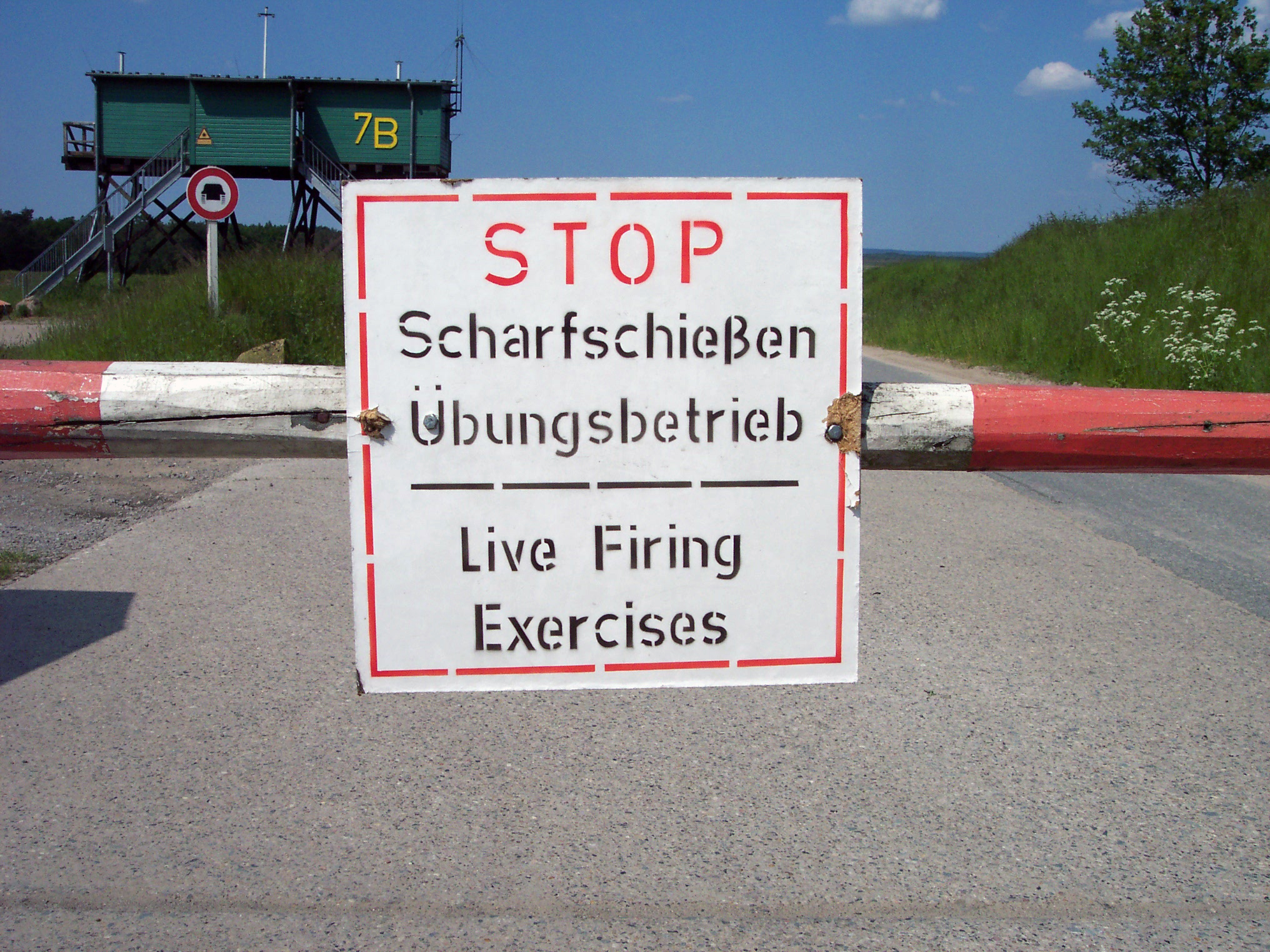
Área de entrenamiento de Bergen-Hohne "NATO-Truppenübungsplatz Bergen" (Baja Sajonia, Alemania).

Campo de maniobras o campo de instrucción es la extensión de terreno en que las tropas ejecutan sus ejercicios en tiempos de paz.
Para la instrucción elemental de los reclutas bastan ordinariamente los patios o explanadas de los cuarteles. Pero cuando se trata de practicar el servicio de campaña y hacer frecuentes ejercicios de combate, combinando fuerzas de diferentes armas con edificaciones y accidentes geográficos que a la vez que enseñan a adaptar las formaciones de las tropas al terreno, lo mismo en la defensiva que en la ofensiva, permitan dar variedad a los ejercicios.
Conviene poseer campos permanentes de maniobras que cuenten con medios para alojar grandes contingentes de tropas y dispongan de todos los elementos necesarios para su instrucción. El primer campo de esta clase fue el que estableció Napoleón Bonaparte en Boulogne-sur-Mer, capaz para albergar 100.000 hombres, cuando proyectó la invasión de Inglaterra.